# Four Seasons Hotel Moscow
55°45′24″ пн. ш. 37°36′59″ сх. д. / 55.756611111111° пн. ш. 37.6165° сх. д.
Four Seasons Hotel Moscow — сучасний розкішний готель, що відкрився 30 жовтня 2014, з фасадом, повторює історичний Готель Москва, який раніше стояв на тому ж місці на Манежній площі в Тверському районі, Москва, Росія, розташовано неподалік від Красної площі й у безпосередній близькості від Старої мерії.

## Стара будівля
Готель Москва побудовано в 1932—1938 роках. Виконаний молодими архітекторами О. Стапраном і Л. Савельєвим проєкт було вирішене в дусі конструктивізму і входив в очевидне протиріччя зі сформованим історичним виглядом району. Суворий аскетизм масивного будинку не пов'язувався з ансамблем Кремля, забудовою Охотного Ряду, Тверської і Мохової вулиць. До того ж слід мати на увазі, що на початку 1930-х років у радянській архітектурі почався процес відходу від авангардних напрямів, намітився явний поворот в сторону переосмислення класичної спадщини минулого, згодом призвів до виникнення архітектури «сталінського ампіру».
Як співавтора, покликаного виправити «помилки» проєкту, запросили Олексія Щусєва. Каркасна коробка будівлі на той час уже добудовувалась, і внести значні зміни було неможливо. Але Щусєв з великою винахідливістю і тактом вніс зміни до проєкту, додавши лаконічний декор у дусі неокласицизму, не порушивши при цьому конструктивістську основу проєкту будівлі. В результаті з'явився суворий і монументальний восьмиколонний портик висотою в шість поверхів з відкритою терасою, просторі лоджії-аркади по центру головного фасаду, численні балкони. Кути будівлі були акцентовані вежами. Сама будівля придбала велику пластичність завдяки більш вираженому розподілу головного фасаду. 
Будівля спочатку планувалося різновеликою: головний фасад, що виходить на Манежну площу, має 14 поверхів; корпус, що виходить на Охотний Ряд - 10. Центральний фасад було орієнтовано на планований Палац Рад (тобто тепер він розгорнутий прямо до храму Христа Спасителя) та мав утворювати з ним архітектурну зв'язку.
Тоді ж Щусєв виконав ескізи другої черги готелю, але до будівництва нових корпусів справа не дійшла. 10-поверховий корпус, що виходить на площу Революції (фасадом на будівлю Музею Леніна), і 6-поверховий, звернений до Театральної площі, почали будувати тільки в 1968.  в цілому врахували композиційні ідеї, закладені попередниками. Друга черга готелю була здана в експлуатацію в 1977, до 60-річчя Жовтневої революції; тим самим корпус готелю «Москва» зайняли собою цілий квартал. Але декор нових корпусів вийшов сухішим за малюнок; 6-поверховий корпус взагалі було вирішене в дусі звичайної бетонної коробки, що внесло, на думку деяких фахівців, різкий дисонанс в ансамбль Театральної площі 
Асиметрія фасаду готелю обумовлена виключно технологічними причинами. При будівництві другої черги готелю було вирішено не зносити старий «Гранд-готель», а надбудувати його стіни до потрібного рівня - візуальна товщина, за розрахунками, дозволяла витримати надбудовуються поверхи. Але при надбудові одинадцятого поверху стіни старого готелю не витримали і почали тріскатися. Виявилося, що стіни «Гранд-готелю» були збудовані халтурно і тільки зовні виглядали потужними - насправді вони були порожнистими коробками, заповнені будівельним сміттям. Архітекторам довелося вирішувати задачу по зміцненню цих стін і максимальному полегшенню споруджуваної частини готелю. Саме тому були закладені віконні прорізи на перших поверхах (відсутність вікон на перших чотирьох поверхах видно на старих фотографіях) і прибраний весь декор правої вежі.

## Реконструкція, демонтаж і новодел
Загальна площа комплексу становить 183 000 м². Проєкт нової будівлі на місці зруйнованого готелю розробив архітектор ГУП «Моспроект-2 ім. М. В. Посохіна» В. В. Колосніцин. Замовником реконструкції є ВАТ «Декмос» (51% якого належить американській компанії Декорум Corp., 49% - уряду Москви), який повинен був побудувати нову будівлю готелю до середини 2008, вклавши понад 800 млн $. Генеральний підрядник будівництва - ЗАТ РСК "Лусіне"; управляє торговельною частиною будівлі компанія Sawatzky . Крім готельних номерів і апартаментів, в комплекс увійдуть офіси, торгові площі і конгрес-центр. У 2013 році будівництво підійшло до фінальної стадії введення в експлуатацію.
Одна з веж отримала додаткові вікна, які були відсутні у старій версії через своє розташування.
В 2009 р Сулейман Керімов придбав частку 25,5% в компанії Декмос. В 2015 році готель перейшов під оруду Олексія і Юрія Хотіних.
Відкриття відбулося 30 жовтня 2014.

## Ресурси Інтернету
- офіційний вебсайт [Архівовано 25 березня 2021 у Wayback Machine.]